# Turisme cultural

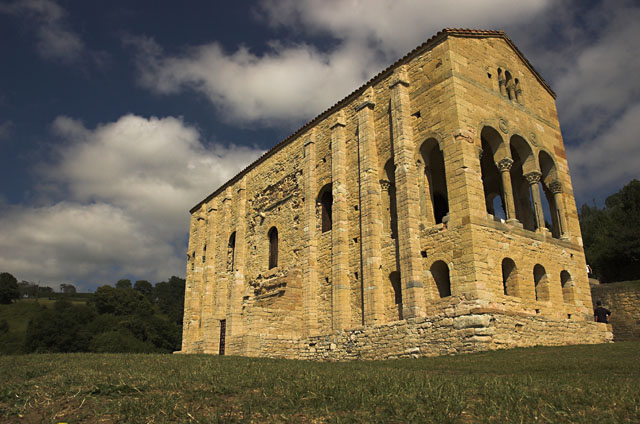
Església pre-romana de Santa María del Naranco, a Oviedo.

El turisme cultural és una modalitat del turisme amb moviment de persones per motivacions estrictament culturals. La discordança entre les diverses definicions està en la imprecisió a l’hora d’acotar el concepte de motivació cultural.
Aquest tipus de turista es sol realitzar en estances molt curtes d'entre tres i quatre dies. És molt flexible, i sol combinar la cultura amb altres motivacions, així doncs la demanda és més fàcil de controlar, donat que és més senzill de donar-li allò que demana. En aquest tipus de turisme són imprescindibles els recursos patrimonials, artístics i històrics.

## Tipus
- Etnogràfic: vinculat als costums i tradicions dels pobles. També pot anomenar-se folklòric quan està especialitzat en festes i costums locals.
- Literari: motivat per emplaçaments o esdeveniments de caràcter bibliogràfic
- Gastronòmic: vinculat al menjar tradicional del destí turístic
- Científic: oferta turística per a realitzar investigacions
- Arqueològic
- De compres
- Religiós

## Concepte

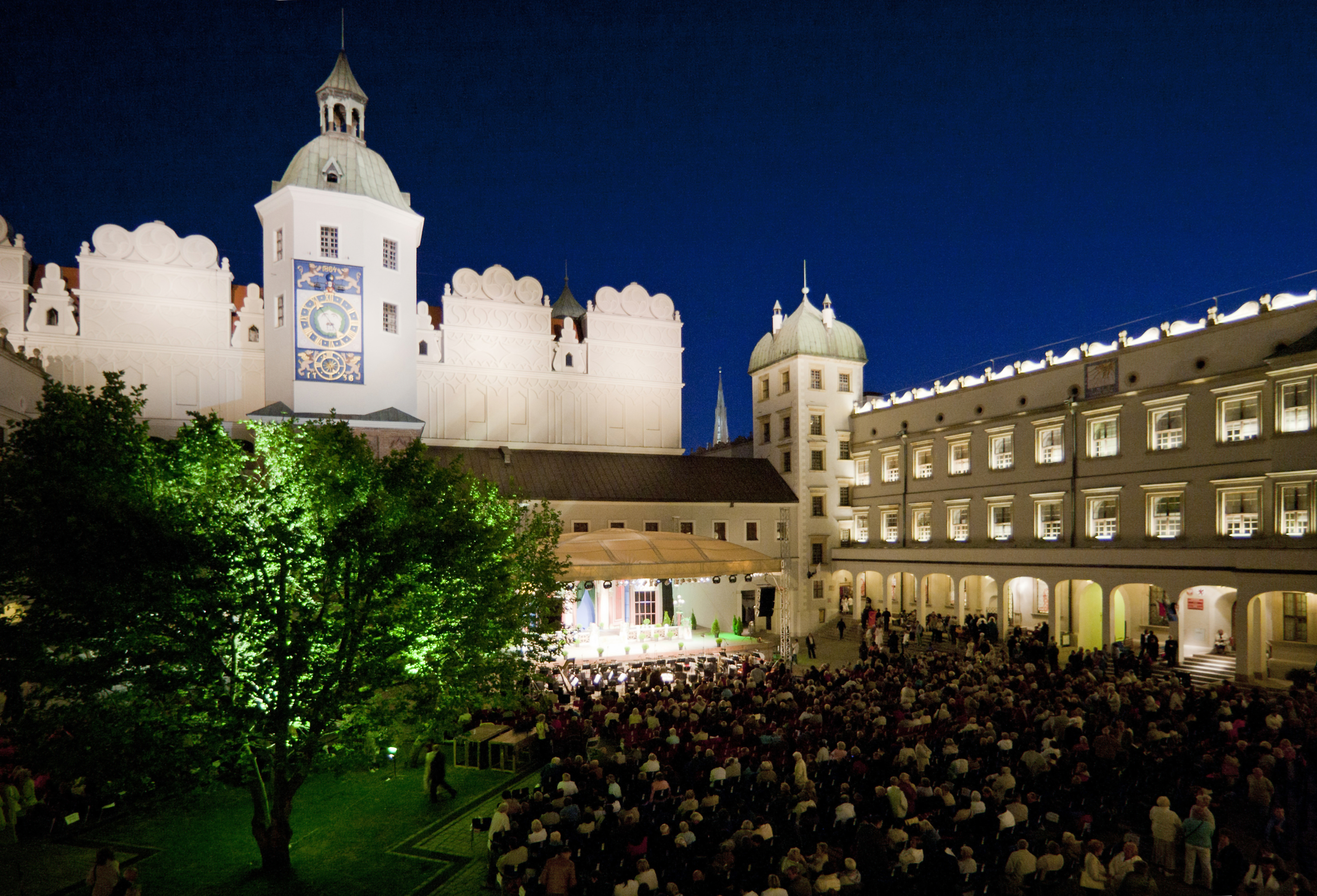
Òpera, Castell a Szczecin, Polònia

Segons G. Richards, molt poques vegades sembla que la gent parli del mateix quan parla de turisme cultural. Hi ha molts congressos i seminaris sobre turisme cultural arreu del món i moltes universitats estan desenvolupant programes de diplomatura i llicenciatura de turisme cultural. I, tanmateix, encara no s'ha trobat una única definició acceptada per tothom.
En tot turisme, però, l'element cultural és recurrent, i la cultura s'ha integrat en gairebé totes les formes de turisme. Galí, Alcalde i Rojas (2009) expliquen que les definicions aportades per les principals institucions culturals i turístiques (nacionals i internacionals) i pel món acadèmic, i coincideixen a determinar que el turisme cultural és el moviment de persones per motivacions estrictament culturals. Moragues apunta que, en una visió eurocèntrica, s'associa immediatament els continguts culturals clàssics d'Europa amb el turisme cultural, mentre que els viatges a Àfrica són catalogats com turisme d'aventura. Per tant, el valor cultural implica l'existència d'un codi de qualificació.
Una de les primeres definicions de turisme cultural és la que proposa l'Organització Mundial del Turisme (OMT) i la UNESCO el 1985, que l'entenen com una pràctica que tendeix a augmentar el nivell cultural de l'individu i a produir nous coneixements, experiències i encontres. Més endavant, quan es proposen acotar el terme, consideren que el turisme cultural és el moviment de persones per motivacions culturals, incloent-hi les rutes de formació/estudi, les arts escèniques, els itineraris culturals, els viatges a festivals, les visites a monuments i llocs històrics, i el folklore i els pelegrinatges. El terme cultura és ampli, confús i alhora limitat al patrimoni més significatiu i conegut, a manifestacions folklòriques de renom, a museus i a jaciments arqueològics.
Justament, per identificar el turisme cultural la xarxa ATLAS (European Association for Tourism and Leisure Education) desenvolupa un programa de recerca. En aquest marc, es defineix conceptualment el turisme cultural com “el moviment de persones a atraccions cultes lluny del seu lloc habitual de residència, amb la intenció d'aprendre nova informació i experiència per satisfer les necessitats culturals”. Una definició genèrica però que ha tingut molta influència. La definició més tècnica que presenta Greg Richards, en el marc del projecte ATLAS, el defineix com “tots els moviments de persones cap a atraccions cultes específiques, com llocs del patrimoni, manifestacions cultes i artístiques, arts i drama, lluny del seu lloc habitual de residència”. Respecte a aquestes definicions i altres de similars, Moragues (2006) subratlla que en elles hi ha una suposició no explícita que relaciona cultura només amb elements de patrimoni molt significatius i amb les expressions de la cultura més selectes. Per a Moragues (2006) el problema és en la mateixa definició de cultura.
Dins el turisme cultural hi ha una tendència a incloure totes les visites de llocs culturals, afegint-hi les més informals com els passeigs pel centre de la ciutat. Origet du Cluzeau ens recorda que sovint s'oblida el fet que el viatge de descobriment cultural és la forma original del turisme: històricament, aparegut després del pelegrinatge, el turisme de descoberta cultural ha estat, i potser encara ho és una mica, la forma més canònica de motivació de desplaçament, fins al punt que el terme mateix de turisme cultural pot semblar un pleonasme, una redundància. El fet és que els dos mots es casen fàcilment, i després de molt temps, per designar un desplaçament marcat per una pràctica cultural. Origet du Cluzeau defineix el turisme cultural com “un desplaçament d'almenys una nit, la motivació principal del qual és ampliar els horitzons personals i cercar coneixements i emocions a través del descobriment del patrimoni i del seu territori”. Per extensió, inclou altres formes de turisme on intervenen seqüències culturals. En aquest sentit, el turisme cultural és una pràctica cultural que necessita un desplaçament d'almenys una nit.
Segons Santana, el turisme cultural és concebut com una forma de turisme alternatiu que encarna la consumació de la comercialització de la cultura, i els processos de generació de productes culturals condueixen a noves formes d'interpretar l'autenticitat. El turisme cultural, des de la visió econòmica, impulsa el procés de generar productes turístics diferenciats que puguin ser acceptats per la forta demanda de l'oci occidental. En aquesta mateixa línia, Bonet afirma que el turisme cultural emergeix a conseqüència del mateix mercat turístic i la seva necessitat de diversificació. A mesura que el model tradicional de desenvolupament turístic comença a saturar-se, la mateixa indústria cerca alternatives que donin resposta a una demanda cada cop més exigent, segmentada i canviant. Per a Moragues (2006) aquesta definició s'aproxima més a la realitat del turisme cultural, ja que de la seva denominació mercantil en surt l'objectiu de motivar la compra d'un producte. Es tracta, doncs, d'una estratègia de mercat.
Ara bé, el turisme forma part de la fase de passar de la fabricació de béns a la posada en valor de serveis, activitat que forma part del sistema capitalista com un sistema econòmic i cultural organitzat sobre les bases de la propietat i fundada culturalment en el fet que les relacions d'intercanvi, la compra i venda del turisme, forma part de la funció social de la comunitat receptora. Des d'aquesta perspectiva, Ascanio observa que el gran objectiu del turisme és una experiència de vida, sentir que existim, i que això ens impulsa a viatjar. Bonet (2005) explica que emergeix una nova classe mitjana urbana, amb un alt nivell d'estudis, interessats a conèixer i a viure experiències diferents de les que ofereix el turisme de masses, amb contingut cultural, simbòlic, espiritual o històric.
Una de les definicions més completes la dona Donaire, qui apunta que una taxonomia dels usos del turisme cultural permet identificar almenys sis significats: el turisme culte, el turisme de la cultura (o monumental), el turisme del patrimoni, el turisme de les cultures (o etnològic), la cultura “turistificada” i el viatge extraordinari. En el turisme culte la condició cultural la dona l'actitud, és a dir, l'objecte es mira culturalment, en canvi en el turisme de la cultura la condició cultural l'atorga l'element i no l'actitud. El turisme del patrimoni és una evocació del passat carregada d'elements heretats; una connexió entre el passat i el present. La quarta accepció, el turisme de cultures o de la cultura viva, és l'interès per les formes culturals que connecten amb el passat: els rituals, la gastronomia popular, les tècniques artesanals, etc. La cultura “turistificada” és una lectura crítica del turisme cultural que pren com a discurs la banalitat del turisme de masses; és la cultura convertida en mercaderia. I, per acabar, el viatge extraordinari és l'antítesi de l'anterior i és on turisme i cultura comparteixen l'experiència fora de la quotidianitat o la recerca de l'experiència estètica, és a dir, la connotació simbòlica de l'experiència.
El turisme cultural és, doncs, un gran contenidor d'activitats tan diverses com la visita a un museu, el passeig pel centre històric d'una ciutat, el contacte amb una tribu de l'Amazònica, l'assistència a un espectacle de teatre contemporani o el fet de degustar un plat típic de la cuina local. Aquesta diversitat d'experiències que formen part del turisme cultural es poden amalgamar en quatre grans grups segons l'estudi realitzat per Galí, Alcalde i Rojas:
- Contacte i/o interès pel patrimoni material (monuments, museus i llocs d'interès històric i artístic) present i passat
- Contacte actiu i/o passiu amb el patrimoni immaterial present i passat (festivitats, rituals, artesania, paisatge, gastronomia, vida quotidiana...) del lloc visitat
- Consum de l'anomenada cultura de masses o cultura del lleure (teatre, dansa, concerts, festivals, espectacles...) en el lloc de visita
- Tenir una actitud cultural. El turisme cultural és també o pot ser també una actitud que es dona quan el turista mira “culturalment” un objecte, espai, element... En aquest cas, no és important l'objecte en si (no cal que sigui cultural), sinó la manera com es mira (la capacitat de llegir, interpretar, entendre, desxifrar l'element). És el que alguns autors han anomenat turisme culte.